# Mercedes Muñoz Sampedro
María de las Mercedes Muñoz Sampedro (Madrid, 1896 - † Madrid, 4 de febrero de 1979) fue una actriz española.

## Biografía
Nació en Madrid, siendo hija de Miguel Muñoz Sanjuán y de Catalina Sampedro Álvarez. Hermana de las también actrices Guadalupe y Matilde Muñoz Sampedro y madre de Carmen Lozano Muñoz, su talento artístico se mostró especialmente sobre las tablas en el género cómico si bien también cultivó obras y personajes dramáticos.
Su carrera cinematográfica, aunque menos prolífica, le permitió trabajar como actriz de reparto a las órdenes de algunos de los cineastas españoles más destacados del siglo XX, como Luis García Berlanga y José María Forqué.

## Filmografía
- 1964 Fin de semana
- 1963 La hora incógnita
- 1963 Rocío de La Mancha
- 1963 Han robado una estrella
- 1960 Un trono para Cristy
- 1959 Camarote de lujo
- 1957 Un marido de ida y vuelta
- 1957 Un abrigo a cuadros
- 1957 El inquilino
- 1956 Manolo guardia urbano
- 1956 La chica del barrio
- 1954 Un día perdido
- 1954 Novio a la vista
- 1953 Aeropuerto
- 1951 Servicio en la mar
- 1949 Jalisco canta en Sevilla
- 1947 Luis Candelas, el ladrón de Madrid
- 1946 El crimen de Pepe Conde

## Teatro (parcial)
- Los extremeños se tocan (1926), de Pedro Muñoz Seca.
- Usted tiene ojos de mujer fatal (1932), de Enrique Jardiel Poncela.
- Un adulterio decente (1935), de Enrique Jardiel Poncela.
- Cuatro corazones con freno y marcha atrás (1936), de Enrique Jardiel Poncela.
- Carlo Monte en Monte Carlo (1939), de Enrique Jardiel Poncela.
- Un marido de ida y vuelta (1939), de Enrique Jardiel Poncela.
- Curva peligrosa (1950), de J.B. Priestley.
- La vida en un bloc (1952), de Carlos Llopis.
- El caso del señor vestido de violeta (1954), de Miguel Mihura.
- La hora de la fantasía (1954), de Anna Bonnacci.
- ¿De acuerdo, Susana? (1955), de Carlos Llopis.
- Por cualquier puerta del sol (1956) de Carlos Llopis
- Una muchachita de Valladolid (1957), de Joaquín Calvo Sotelo.
- Las manos son inocentes (1958), de José López Rubio.
- La vida en un hilo (1959), de Edgar Neville.
- No hay novedad, Doña Adela (1959), de Alfonso Paso.
- La casamentera (1960), de Thornton Wilder.
- Las mujeres los prefieren pachuchos (1963), de Alfonso Paso.